# Gernot Sick
Gernot Sick (* 31. Oktober 1978 in Judenburg) ist ein ehemaliger österreichischer Fußballspieler und Nationalspieler.

## Karriere
Gernot Sick startete seine Fußballerlaufbahn im heimischen Scheifling. 1993 kam die Nachwuchshoffnung in den Jugendkader des Grazer AK. Bereits in der Saison 1996/97 hatte der Mittelfeldspieler unter Trainer August Starek seine ersten Einsätzen in der Kampfmannschaft. Zahlreiche weitere Einsätze in Meisterschaft, ÖFB-Pokal und UEFA-Cup folgten.
2000 stand er in der Mannschaft der Athletiker, die im Wiener Ernst-Happel-Stadion gegen SV Austria Salzburg den zweiten Pokalsieg der Vereinsgeschichte feiern konnte.
Im Frühjahr der Saison 2001/02 wurde er an SC Schwarz-Weiß Bregenz verliehen, bereits im Sommer 2002 aber wieder zurückgeholt. In der Saison 2003/04 gewann er mit den Athletikern den ersten Meistertitel der Vereinsgeschichte. Das Double mit dem damit verbundenen Cupsieg ist in besonderer Weise mit Gernot Sick verbunden. Er erzielte auf dem Weg zum Finale in den Achtel-, Viertel- und Halbfinalspielen jeweils einen Treffer, zweimal (Achtelfinale gg. FC Tirol Innsbruck, Halbfinale gg. SV Ried) waren es die entscheidenden Siegestore.
2004 wurde Sick, nach etlichen Einsätzen in diversen ÖFB-Nachwuchsteams, von Hans Krankl erstmals in die österreichische Nationalmannschaft berufen und spielte in der EM-Qualifikation in den Begegnungen gegen England und Nordirland.
Nachdem die Ärzte im Winter 2005 bei ihm einen Knorpelschaden und eine Meniskusverletzung im linken Knie diagnostizieren, wurde der Obersteirer 2006 mehrfach operiert, wobei ihm gezüchteter Knorpel ins Knie eingesetzt wurde. Nach monatelanger Rehabilitation steigt Sick im Jänner 2007 wieder ins Mannschaftstraining ein. Über die folgende Phase im Frühjahr wird jedoch klar, das beide Kniegelenke den Belastungen im Profibereich nicht mehr standhalten. Daraus resultierend gibt Gernot Sick im Mai 2007 das Ende seiner Profilaufbahn bekannt.
2008 und 2009 war er als Trainer beim SV Gössendorf tätig. Aus familiären Gründen zog er sich anschließend endgültig aus dem Fußball zurück.
Im Herbst 2011 brachte er zusammen mit Hannes Toth und Gernot Zenz sein erstes Fußball-Kabarettprogramm „Die runde Wahrheit“ auf die Bühne, das Trio nennt sich Kabarettschaftsbund. Ein weiteres Programm mit dem Namen „Immer wieder Österreich“ folgte, ehe er mit „Vom Millionär zum Tellerwäscher“ sein einziges Solo-Programm auf die Bühne brachte. Nach einer Saison Spielzeit bei der steirischen Kabarettgruppe „Grazbürsten“ beendete er seinen Ausflug in die Kabarettszene.
Nebenbei schrieb er in seiner künstlerischen Phase die Songs „Schießt die Deutschen raus“ für die Fußball-EM 2008, welches von Mario Lang interpretiert wurde, und „Live dabei“ für die Ski-WM 2013, welches von Steirerbluat gesungen wurde und dessen LP nach diesem Lied benannt wurde und arbeitete beim Steirer-Krimi „Eisenhagel“ von Martin G. Wanko mit.
Es folgte eine fußballerische Auszeit, ehe Gernot Sick als Jugendleiter des GAK, bei der Gründung des Jugendsportvereines GAK-Juniors kräftig mithalf. Danach schloss er sich wieder dem Jugendsportverein JAZ GU-Süd (Jugendausbildungszentrum Graz-Umgebung-Süd) an, welches mit dem FC Red Bull Salzburg im Nachwuchsfußball kooperiert. Im Jänner 2017 wechselte Gernot Sick in die Scouting-Abteilung von Red Bull Salzburg und ist dort mittlerweile für das European Youth Scouting tätig.